# Trun (Grisões)
Trun é uma comuna da Suíça, no Cantão Grisões, com cerca de 1.275 habitantes. Estende-se por uma área de 43,03 km², de densidade populacional de 30 hab/km². Confina com as seguintes comunas: Breil/Brigels, Linthal (GL), Obersaxen, Sumvitg. Em 01 de janeiro de 2012, a antiga comuna de Schlans passou a fazer parte de Trun.
A língua oficial nesta comuna é o Romanche.
Possui uma estação na linha de trem Disentis/Mustér - Reichenau.

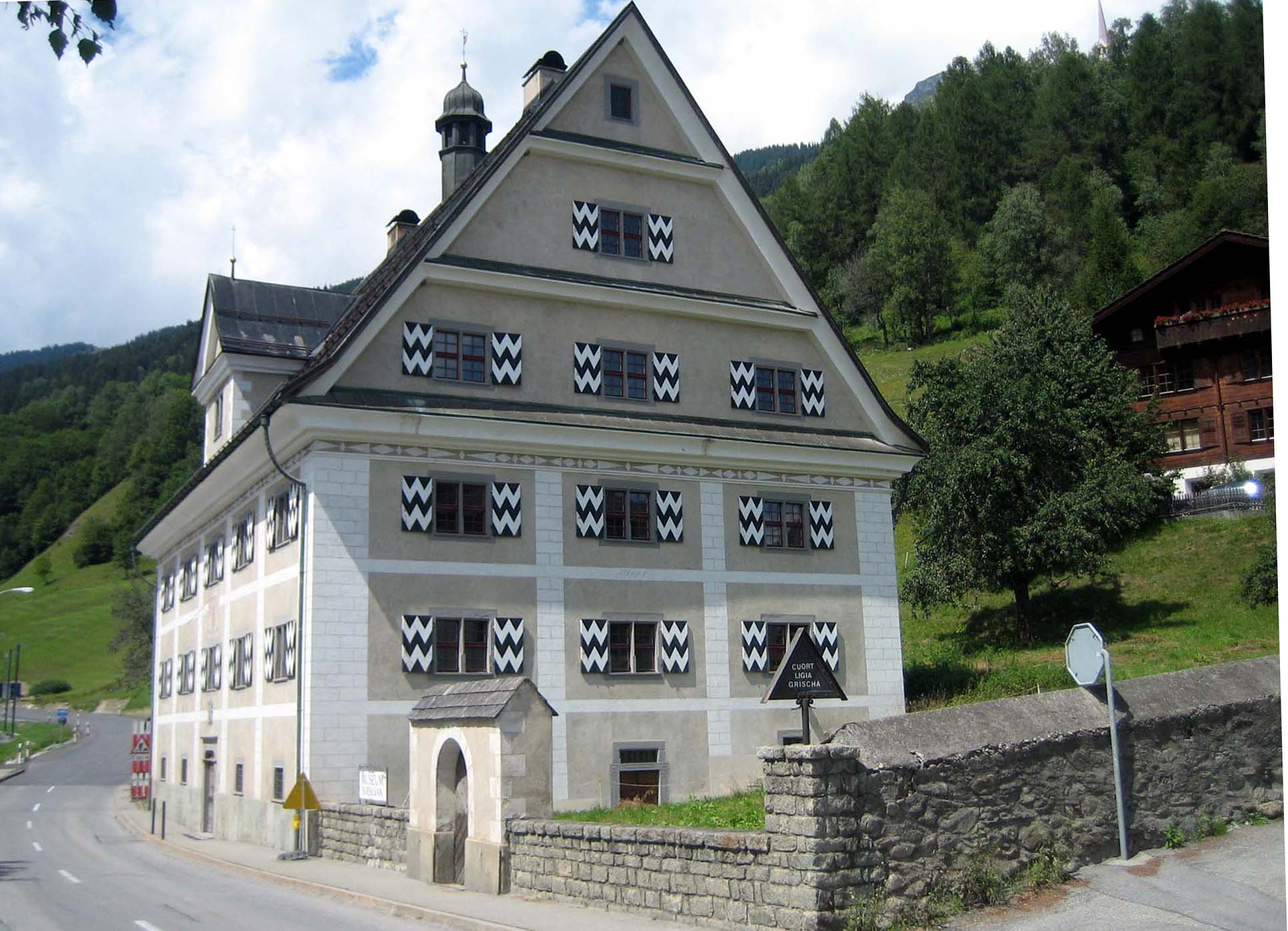
Côrte de Trun